# Adfalconia
Adfalconia is een geslacht van wantsen uit de familie van de Miridae (Blindwantsen). Het geslacht werd voor het eerst wetenschappelijk beschreven door Mello Carvalho & Fonseca Rosas in 1962.

## Soorten
Het genus bevat de volgende soorten:

- Adfalconia costaricana Carvalho, 1990
- Adfalconia cunealis Carvalho & Rosas, 1962
- Adfalconia nigra Carvalho, 1990